# فهرست میراث جهانی در اردن
میراث جهانی در اردن شامل ۷ اثر فرهنگی و طبیعی در اردن می‌باشد. اردن ۵ مه ۱۹۷۵ به این کنوانسیون پیوست و تا سال ۲۰۲۴ افزون بر ۷ مکان ثبت شده، ۱۴ سایت نیز از این کشور در فهرست آزمایشی قرار گرفته است.
سایت‌های میراث جهانی سازمان آموزشی، علمی و فرهنگی ملل متحد، یونسکو مکان‌هایی هستند که دارای اهمیت فرهنگی یا طبیعی هستند. همان‌طور که در پیمان‌نامه میراث جهانی یونسکو که در سال ۱۹۷۲ تأسیس شده، شرح داده شده است، طبق کنوانسیون یونسکو، هر اثری پس از ثبت توسط این کمیته باید از سوی کشور نگهدارنده اثر مورد توجه ویژه قرار گیرد و انجام هرگونه دخل و تصرف یا اقدامی که باعث به خطر افتادن آن شود ممنوع است.

## میراث جهانی
یونسکو سایت‌ها را با ده معیار فهرست می‌کند. هر ورودی باید حداقل یکی از معیارها را داشته باشد.
| # | نگاره | نام      | موقعیت      | ش. ثمعیارها       | سال  | شرح | م             |
| ۱ |       | پترا     | استان معان  | ۳۲۶(i)(iii)(iv)   | ۱۹۸۵ | پترا، پایتخت نَبَطی‌ها بود که در جنوب اردن امروزی واقع شده است. نام پترا در زبان یونانی به معنی سنگ و صخره است. این محل از سال ۷۰۰۰ پیش از میلاد ساکنانی داشته اما نبطی‌ها از حدود سده ۴ پیش از میلاد در آن جای‌گیر شده و بعد آن را مرکز پادشاهی خود قرار دادند. این شهر در دره‌ای بین تپه‌ها واقع شده است و به خاطر مقبره‌هایش که در صخره‌ها تراشیده شده‌اند معروف است. | [ ۳ ]         |
| ۲ |       | کاخ عمره | استان زرقاء | ۳۲۷(i)(iii)(iv)   | ۱۹۸۵ | کاخ عمره، توسط خلیفهٔ اموی ولید بن عبدالملک در بادیهٔ اردن، شرقِ نوکِ شمالی دریای مرده ساخته شد که برای دیوارنگاری‌هایش شهرت یافته است. یکی از دیوارهایش، نگاره‌های چهار فرمانروای آن عصر، قیصر روم، کسرای پارس، نجاشی حبشه و رودِریک اسپانیا را نشان می‌دهد که گویا حکومت‌هایی‌اند که مسلمانان برآنان چیره شدند. این قصر به عنوان یکی از مهم‌ترین نمونه‌های هنر و معماری اسلامی اولیه با تلفیقی از هنرهای ساسانی و بیزانسی ساخته شده است. این ساختمان در واقع باقی‌ماندهٔ یک مجموعه بزرگتر بوده است که تنها پایه و اساس آن باقی‌مانده است.  | [ ۴ ]         |
| ۳ |       | ام‌الرصاص | استان امان  | ۱۰۹۳(i)(iv)(vi)   | ۲۰۰۴ | ام‌الرصاص، یک محوطه باستان‌شناسی در اردن است که شامل ویرانه‌هایی از رم، بیزانس و اوایل تمدن مسلمانان است. بیشتر قسمت‌های محوطه هنوز کاوش‌های باستان‌شناسی نشده است. در قسمت‌های کاوش شده یک اردوگاه نظامی و کلیساهای متعددی کشف شده است. یکی از مهم‌ترین این کلیساها، کلیسای سنت استفان است که در سال ۷۸۵ ساخته شده و ۱۹۸۶ کشف شد. | [ ۵ ]         |
| ۴ |       | وادی رم  | استان عقبه  | ۱۳۷۷(iii)(v)(vii) | ۲۰۱۱ | وادی رم که با نام درهٔ ماه نیز شناخته می‌شود در ۶۰ کیلومتری شرق عقبه قرار دارد و بزرگ‌ترین وادی در اردن است. ارتفاع این وادی از سطح دریا ۱۸۰۰ متر است. در این مکان آثاری از انسان‌ها و فرهنگ‌های پیش از تاریخ از جمله مردم نبطی شامل نقاشی‌های روی سنگ، پرستشگاه و سنگ‌نگاره به جا مانده است. وادی رم در کنار شهر سنگی پترا و شهر ساحلی عقبه ضلع سوم مثلث طلایی گردشگری اردن را تشکیل دهد. | [ ۶ ]         |
| ۵ |       | المغطس   | استان بلقاء | ۱۴۴۶(iii)(vi)     | ۲۰۱۵ | المغطس، در کرانه شرقی رود اردن واقع شده که به عنوان مکان تعمید عیسی و یحیی در نظر گرفته می‌شود و از دورهٔ بیزانس مورد احترام بوده است و دربر گیرندهٔ دو بخش اصلی باستان‌شناسی شامل بقایای صومعه در تپه‌ای معروف به جبل مار الیاس و منطقه‌ای نزدیک به رودخانه با بقایای کلیساها، استخرهای غسل تعمید و خانه‌های زائران و زاهدان است. جبل مار الیاس به‌طور سنتی به عنوان محل عروج الیاس نبی به آسمان شناخته می‌شود. تقریباً ۸۱٬۰۰۰ نفر در سال ۲۰۱۶ از این سایت بازدید کردند. هزاران نفر در ۶ ژانویه به مناسبت خاج‌شویان به این سایت می‌روند. | [ ۷ ]         |
| ۶ |       | سلط      | استان بلقاء | 689(ii)(iv)       | ۲۰۲۱ | سلط، شهر کشاورزی و مرکز اداری باستانی در غرب اردن مرکزی است. این شهر بزرگراه اصلی قدیمی است که از امان به اورشلیم منتهی می‌شود. این شهر در ارتفاعات بلقا، در حدود ۷۹۰–۱٬۱۰۰ متر بالاتر از سطح دریا واقع شده است. زمان اولین سکونت در این شهر مشخص نیست، اما اعتقاد بر این است که این شهر توسط ارتش مقدونیه در زمان اسکندر بزرگ ساخته شده است. سلط زمانی مهم‌ترین محل سکونت در منطقه بین دره اردن و کویر شرقی بود. به دلیل سابقهٔ آن به عنوان یک رابط تجاری مهم بین کویر شرقی و غرب، مکان مهمی برای بسیاری از حاکمان منطقه بود.   | [ ۸ ] [ ۹ ]   |
| ۷ |       | أم جمال  | استان مفرق  | 1721(v)(vi)       | ۲۰۲۴ | أم جمال، تقریباً در ۱۷ کیلومتری شرق مفرق واقع شده است. این شهر در درجهٔ اول به دلیل ویرانه‌های قابل توجهی از یک شهر دوران بیزانس و اوایل اسلام که به وضوح در قابل مشاهده است، و همچنین یک دهکدهٔ قدیمی رومی واقع در جنوب غربی ویرانه‌های بیزانس قابل توجه است. أم جمال در منطقه نیمه خشک اردن معروف به حوران جنوبی، در حاشیهٔ غربی کویر منطقه بدیا واقع شده است. این منطقه عمدتاً از سنگ بازالت سنگ آذرین تشکیل شده است که به عنوان مادهٔ اولیه ساختمانی مورد استفاده قرار می‌گرفت.                                                    | [ ۱۰ ] [ ۱۱ ] |

## فهرست آزمایشی
علاوه بر سایت‌های موجود در فهرست میراث جهانی، کشورهای عضو می‌توانند فهرستی از سایت‌های آزمایشی را که ممکن است برای نامزدی در نظر بگیرند، در این فهرست قرار دهند. نامزدها در فهرست میراث جهانی تنها در صورتی پذیرفته می‌شوند که سایت قبلاً در فهرست آزمایشی قرار داشته باشد.
| #  | نگاره | نام                   | موقعیت                  | ش. ثمعیارها            | سال  | شرح | م      |
| ۱  |       | قسطال                 | استان امان              | ۱۵۵۰(i)(iii)(iv)       | ۲۰۰۱ | قسطال، در ابتدا به عنوان یک شهرک بنی امیه تأسیس شده بود، همچنان قدیمی‌ترین و کاملترین شهرک در خاور نزدیک است. بقایای مناره در قسطال از اهمیت ویژه‌ای برخوردار است زیرا تنها اثر موجود در دورهٔ اموی است که آن را به یکی از قدیمی‌ترین مناره‌های جهان تبدیل کرده است. قصر القسطال، که در داخل شهر نیز واقع شده است، یکی از قلعه‌های کویری به حساب می‌آید و فقط ۵ کیلومتر با قصر المشتی فاصله دارد. | [ ۱۳ ] |
| ۲  |       | محراب آگیوس لوط       | استان کرک و استان طفیله | ۱۵۵۱(i)(iii)(iv)       | ۲۰۰۱ | محراب آگیوس لوط در انتهای جنوب شرقی دریای مرده و در دامنهٔ تند کوه و مشرف به شهر صفی واقع شده است. یافته‌های باستان‌شناسی یک استقرار طولانی مدت را نشان می‌دهد که این محراب در اطراف آن ساخته شده است. کتیبه‌هایی بر روی موزاییک‌های بیزانسی در محراب به سده ۷ میلادی مربوط می‌شود، اما سایر یافته‌های باستان‌شناسی در غار مربوط به عصر برنز اولیه و عصر برنز میانه است. | [ ۱۴ ] |
| ۳  |       | مونتریال              | استان معان              | ۱۵۵۲(i)(iii)(iv)       | ۲۰۰۱ | مونتریال، قلعه‌ای است که صلیبیون آن را ایجاد کردند. این قلعه مشرف بر راه بیابانی دمشق و حجاز و مصر است. صلاح‌الدین ایوبی چندین بار برای تسخیر این قلعه اقدام نمود تا آنکه در سال ۱۱۸۹ میلادی، به تصرف صلاح الدین درآمد. اکنون قلعهٔ شوبک یا شوبش به صورت مخروبه‌ای باقی مانده است. | [ ۱۵ ] |
| ۴  |       | قصر بشیر              |                         | ۱۵۵۳(i)(iii)(iv)       | ۲۰۰۱ | قصر بشیر، تقریباً در ۸۰ کیلومتری جنوب امان و ۱۵ کیلومتری شمال غربی شهر القطرانای امروزی واقع، و به‌طور چشمگیری به خوبی حفظ شده است. این قلعه به عنوان یک یادآوری تکان دهنده از شکست امپراتوری رم است و بر منطقه اطراف آن با چشم‌اندازهای عالی از همهٔ جهات به جز جنوب تسلط دارد و در غرب، منطقه مسکونی و حاصلخیز فلات موآبیت در وادی مجیب قابل مشاهده است. قصر ابوالخراق و قصرالعل، دو برج سابق عصر آهن که توسط نبطی‌ها و رومی‌ها مورد استفاده مجدد قرار گرفتند در محدودهٔ دید قلعه قرار دارند. پلان قصر بشیر تقریباً مربع شکل است و اضلاع آن ۵۶٫۳۰ متر (SE)، ۵۷٫۰۵ متر (SW)، ۵۶٫۷۵ متر (NW) و ۵۵٫۴۵ متر (NE) است.                                                                                                   | [ ۱۶ ] |
| ۵  |       | پلا                   | استان اربد              | ۱۵۵۴(i)(iii)(iv)       | ۲۰۰۱ | پلا، محل ویرانه‌های باستانی در شمال غربی اردن است و در درهٔ اردن در ۱۳۰ کیلومتری از شمال عمان واقع شده که از دوران نوسنگی به عنوان سکونتگاه مورد استفاده بوده است و در کتیبه‌های مصری به آن اشاره شده است. این شهرستان محل یکی از اولین کلیساهای مسیحیت بود و پناهگاهی برای مسیحیان بیت‌المقدس در قرن ۱ میلادی بوده است. | [ ۱۷ ] |
| ۶  |       | قصر المشتی            | استان امان              | ۱۵۵۵ (i)(iii)(iv)      | ۲۰۰۱ | قصر المشتی، به معنی کاخ زمستانه در دوره امویان به فرمان خلیفه اموی، ولید دوم برای اقامت زمستانی بنا شد. ساخت این کاخ هیچگاه به پایان نرسید و امروزه ویرانه‌هایی از آن به‌جا مانده است. ویرانه‌های قصر المشتی در ۳۰ کیلومتری جنوب شهر امان، پایتخت اردن، و در شمال فرودگاه بین‌المللی ملکه علیا قرار گرفته و بخشی از یک رشته کاخ و کاروان‌سرا در منطقه است که در اردن به نام «کاخ‌های بیابان» مشهورند. بخش‌هایی از بنا و نمای این کاخ به برلین برده شده و در موزه پرگامون این شهر قابل بازدید هستند. | [ ۱۸ ] |
| ۷  |       | حرثا                  | استان اربد              | ۱۵۵۷ (i)(iii)(iv)      | ۲۰۰۱ | حرثا، در حدود ۲۵ کیلومتری شرق دریای جلیل و حدود ۴ کیلومتری جنوب رودخانه وادی یارموک واقع شده است. میزان بارندگی سالانه به‌طور متوسط حدود ۳۵۰–۴۵۰ میلی‌متر است و آب منطقه در طول تاریخ توسط یک چشمه چندصد ساله تأمین شده است. ستون‌های مگالیتیک از بازدیدکننده در ام عمود (مادر ستون‌ها) استقبال می‌کنند. این ستون‌ها احتمالاً بخشی از ساختمان قبلی است که به یک کلیسا تبدیل شده است. در کف از سنگفرش‌های آهکی و هماتیتی و به صورت شطرنجی استفاده شده است. در شرق آن یک جایگاه تئاتر، خیابان، حمام، یک کلیسا و یک پل رومی دیده می‌شود. در دوره‌های برنز میانی و برنز متأخر، عصر آهن و دوره‌های هلنیستی، رومی، بیزانس و اموی به عنوان سکونت‌گاه مورد استفاده بوده است.                                                     | [ ۱۹ ] |
| ۸  |       | ام قیس                | استان اربد              | ۱۵۵۸(i)(iii)(iv)       | ۲۰۰۱ | ام قیس، شهری در شمال اردن است که عمدتاً به دلیل همجواری با ویرانه‌های گادارای باستان شهرت دارد که بزرگ‌ترین شهر در اداره بنی کینانه و استان ایربید در انتهای شمال غربی کشور، نزدیک مرزهای اردن با اسرائیل و سوریه است. امروزه این مکان به سه منطقه اصلی، محوطه باستان‌شناسی (گادارا)، دهکده سنتی (ام قیس) و شهر مدرن ام قیس تقسیم شده است. | [ ۲۰ ] |
| ۹  |       | جرش                   | استان جرش               | ۱۸۵۶(iii)(iv)          | ۲۰۰۴ | جرش، شهری باستانی است. آثار زیادی از دوران امپراتوری روم بر این منطقه باقی‌مانده است و یکی از مراکز گردشگری کشور اردن است. جراش شهری در شمال اردن است و در ۴۸ کیلومتری شمال شهر امان، پایتخت این کشور واقع شده است. اولین شواهد استقرار در جراش در محلی از دوران نوسنگی معروف به تل ابوسوان است، که بقایای نادر انسانی مربوط به حدود ۷۵۰۰ سال قبل از میلاد در آن کشف شد. در سال ۱۱۲۰، ظهیرالدین توغتکین، اتابگ دمشق دستور داد تا قلعه‌ای را در محلی ناشناخته از ویرانه‌های شهر باستانی بسازند، که احتمالاً بالاترین نقطهٔ دیوارهای شهر در شمال است. شهر در سال ۱۱۲۱ توسط بالدوین دوم، پادشاه اورشلیم، تصرف و کاملاً تخریب شد. جراش امروز یکی از بهترین شهرهای یونانی-رومی است که به آن لقب "پمپی شرقی" را داده‌اند. | [ ۲۱ ] |
| ۱۰ |       | ذخیره‌گاه زیست‌کره ضانا | استان طفیله             | ۵۱۵۵(iv)(vii)(viii)(x) | ۲۰۰۷ | ذخیره‌گاه زیست‌کره ضانا، بزرگ‌ترین ذخیره‌گاه طبیعی اردن است که در جنوب مرکزی اردن واقع شده است. این ذخیره‌گاه در سال ۱۹۸۹ با ۳۰۸ کیلومتر مربع تأسیس شد. علاوه بر حضور مردم آتاتا، اکتشافات باستان‌شناسی حاکی از استقرار پارینه سنگی، مصری، نباتی و رومی در ضانا است. زمین‌شناسی متنوع ضانا شامل سنگ آهک، ماسه سنگ و گرانیت است. در محیط متنوع ضانا ۷۰۳ گونه گیاهی، ۲۱۵ گونه پرنده و ۳۸ گونه پستاندار زندگی می‌کنند. | [ ۲۲ ] |
| ۱۱ |       | ازرق                  | استان زرقاء             | ۵۱۵۶(iv)(v)(x)         | ۲۰۰۷ | ازرق، شهری کوچک در استان زرقا در مرکز شرقی اردن، ۱۰۰ کیلومتری شرق امان است. این شهر در یک مسیر اصلی کویری واقع شده است که تجارت در منطقه را تسهیل می‌کند. ازرق سابقه طولانی دارد که از دوره پارینه سنگی سفلی آغاز می‌شود. بسیاری از سایت‌های پارینه سنگی در ذخیره‌گاه تالاب‌های آزراک ثبت شده‌اند. قصر واقع در ازرق در سده ۳ میلادی توسط رومیان ساخته و در دوره‌های بعد بازسازی شد. ازراق همچنین به عنوان یکی از هفت منطقه حفاظت شده طبیعت اردن که توسط انجمن سلطنتی برای حفاظت از طبیعت تأسیس شده است مورد توجه است. | [ ۲۳ ] |
| ۱۲ |       | ذخیره‌گاه زیست‌کره موجب |                         | ۵۱۵۸(vii)(viii)        | ۲۰۰۷ | وادی موجب، درهٔ رودخانه‌ای در اردن است که ۴۲۰ متر زیر سطح دریا به دریای مرده وارد می‌شود. ذخیره‌گاه موجب با چشم‌انداز کوهستانی در شرق دریای مرده، در قسمت جنوبی دره اردن، تقریباً ۹۰ کیلومتری جنوب امان واقع شده است. این ذخیره‌گاه به مساحت ۲۱۲ کیلومتر مربع در سال ۱۹۸۷ توسط انجمن سلطنتی برای حفاظت از طبیعت ایجاد شده و از نظر منطقه‌ای و بین‌المللی دارای اهمیت است. این ذخیره‌گاه از صحرای کوهستانی، صخره‌ای و کم پوشش گیاهی (تا ۸۰۰ متر (۲٬۶۰۰ فوت)) تشکیل شده است که صخره‌ها و تنگه‌هایی از فلات را در بر می‌گیرد. بیش از ۳۰۰ گونهٔ گیاهی، ۱۰ گونهٔ گوشتخوار و تعداد زیادی گونهٔ پرنده دائمی و مهاجر در این منطقه ثبت شده است.                                                                                        | [ ۲۴ ] |
| ۱۳ |       | هرا اردنی             | استان مفرق              | ۶۴۲۵ (iii)(v)          | ۲۰۱۹ | هرا اردنی، یا کویر بازالت از جنوب سوریه در شمال شرقی اردن تا شمال عربستان سعودی امتداد دارد. بیشتر این منطقه متشکل از جریان‌های شکسته گدازه است که کف بیابان را با میلیون‌ها سنگ بازالت و تخته سنگ پوشانده است که طی میلیون‌ها سال یک سطح سیاه براق تولید کرده است. این منطقه مملو از تعداد زیادی کتیبه است که تقریباً بین سده اول پیش از میلاد و سده چهارم میلادی توسط عشایر باستان حک شده است. | [ ۲۵ ] |
| ۱۴ |       | ذخیره‌گاه دریایی عقبه  | عقبه                    | 6630(ix),(x)           | ۲۰۲۱ | ذخیره‌گاه دریایی عقبه نمونه‌ای استثنایی از مکانی است که دارای اکوسیستم صخره‌های مرجانی در عرض جغرافیایی شمالی است. تنوع زیستی و بومی بالای آن عمدتاً به دلیل موقعیت جغرافیایی منحصر به فرد آن در خلیج عقبه است که با دو آستانه از سایر اقیانوس‌ها جدا می‌شود - یکی در باب المندب که دریای سرخ را از اقیانوس هند جدا می‌کند و دیگری. در تنگه تیران که خلیج عقبه را از دریای سرخ جدا می‌کند. این محل شامل ۱۵۷ گونه مرجان‌های صخره ای، ۱۲۰ گونه مرجان‌های نرم، ۵۰۰ گونه ماهی و ۱۰۰۰ گونه نرم تنان است. این سایت همچنین به عنوان زیستگاه گونه‌های در معرض خطر انقراض مانند دوگونگ و چهار گونه لاک پشت دریایی دارای علاقه علمی زیادی است.                                                                                    | [ ۲۶ ] |